# Norvège
Cet article concerne le pays. Pour le peuple norvégien, voir Norvégiens. Pour la langue norvégienne, voir Norvégien.
Royaume de Norvège
(nb) Kongeriket Norge 
(nn) Kongeriket Noreg 
La Norvège (en bokmål : Norge, /ˈnɔ̂rɡə/ — en nynorsk : Noreg), en forme longue le royaume de Norvège (en bokmål : Kongeriket Norge — en nynorsk : Kongeriket Noreg), est un pays d'Europe du Nord. Située dans le nord-ouest de la péninsule Scandinave qu'elle partage avec la Suède, elle possède également des frontières avec la Finlande et la Russie au nord-est, et est bordée par la mer de Norvège au nord-ouest, par la mer du Nord au sud-sud-ouest et par le Skagerrak au sud.
Avec 5 millions et demi d'habitants pour 385 199 km2, dont 307 860 km2 de terre, la Norvège est, après l'Islande et la Russie, le pays le moins densément peuplé d'Europe. Sa capitale, et plus grande ville, est Oslo. La Norvège possède pour langues officielles deux formes du norvégien, le bokmål et le nynorsk, et pour monnaie la couronne norvégienne (NOK).
Le pays compte deux territoires insulaires arctiques : l'archipel de Svalbard, partagé entre la mer du Groenland, l'océan Arctique, la mer de Barents et la mer de Norvège, et l'île Jan Mayen, située à la limite occidentale de la mer de Norvège. Par ailleurs, il possède une dépendance externe dans l'hémisphère sud, l'île Bouvet dans l'Atlantique sud. La Norvège revendique l'île Pierre-Ier et la terre de la Reine-Maud en Antarctique, mais ces revendications ne sont pas reconnues internationalement.

Localisation de la Norvège et de ses territoires d'outre-mer.

Après la Seconde Guerre mondiale, la Norvège a connu une expansion économique très rapide, et compte aujourd'hui parmi les pays les plus riches du monde, avec une politique sociale très développée. Le progrès économique s'explique en partie par la découverte et le développement de grandes réserves de pétrole et de gaz naturel sur sa côte. Depuis plusieurs décennies, la Norvège est classée première sur l'indice de développement humain (IDH), inégalité ajustée y compris, et est également considérée comme le pays le plus démocratique au monde avec un indice de démocratie de 9,87 en 2018, selon le groupe de presse britannique The Economist Group. Elle a aussi été déclarée pays le plus pacifique du monde en 2007 par le Global Peace Index. Elle est membre fondateur de l'OTAN. En matière sportive, la Norvège est la meilleure nation aux Jeux olympiques d'hiver, que ses athlètes dominent depuis la première édition en 1924, comptant au total plus de médailles d'or (148) et de podiums (405) que tous les autres pays participants. En 2024, la Norvège est classée en 21e position pour l'indice mondial de l'innovation.

## Étymologie
Beaucoup d'étymologistes pensent que le nom du pays vient de l'expression « chemin du Nord » dans plusieurs langues scandinaves. La première mention du nom de la région provient du Durham Liber Vitae (en) datant de 840 et lui donnant le nom de « Notuagia ». Puis, en 880, sous le nom « Norþ weg ». En vieux norrois, l'expression est « nord veg » ou « norð vegri ». Le nom pour la Norvège en vieux norrois était « Nóreegr », en vieil anglais « Norþ weg » et en latin médiéval « Nhorvegia ». Le nom actuel de la Norvège est « Norge » en norvégien bokmål et « Noreg » en norvégien nynorsk. Les formes en nynorsk et en vieux norrois sont similaires à un mot same signifiant « le long de la côte » ou « le long de la mer », écrit « nuorrek » en same contemporain. La présence du prosécutif appuie l'idée que le mot same est indigène et non un emprunt des langues scandinaves. Une autre étymologie proposée est « Nór rige », signifiant « royaume de Nór », du nom d'un roi mythique.
Dans les autres langues de la Norvège, le nom du pays est écrit « Norga » (same du Nord), « Vuodna » (same de Lule), « Nøørje » (same du Sud), et « Norja » (kvène/finnois). Le nom officiel, « royaume de Norvège » en français, s'écrit « Kongeriket Norge » en bokmål, « Kongeriket Noreg » en nynorsk, « Norga gonagasriika » en same du Nord, « Vuona gånågisrijkka » en same de Lule, « Nøørjen gånkarijhke » en same du Sud, et « Norjan kuningaskunta » en kvène/finnois.

## Géographie

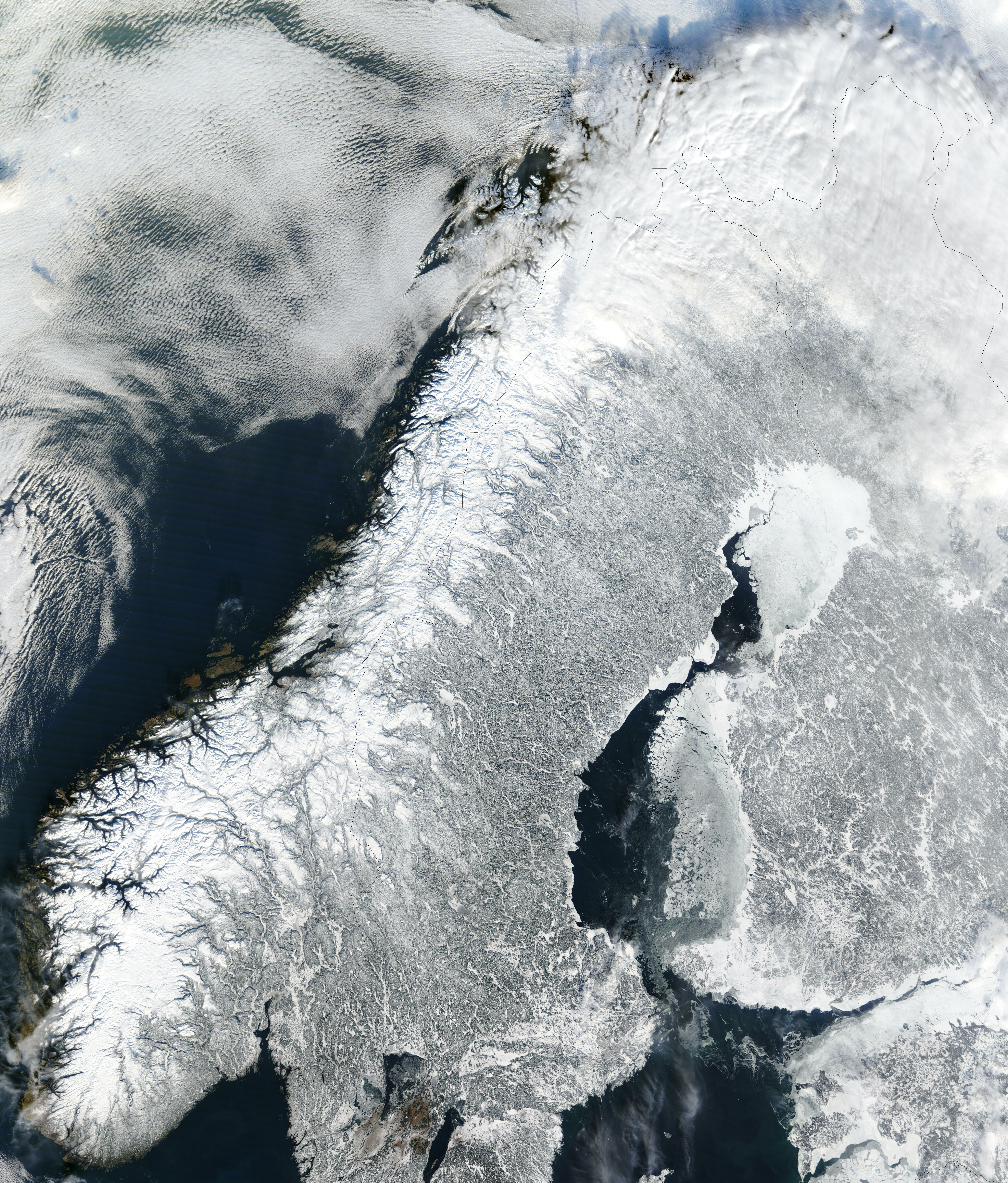
Image satellite de la péninsule Scandinave en février 2003.

La Norvège occupe le côté nord-ouest de la péninsule Scandinave, en Europe du Nord. Les côtes norvégiennes, d’une longueur de plus de 2 500 km (continent uniquement) ou 83 000 km (littoral des îles de l'archipel inclus), sont ponctuées de fjords et d’une multitude de petites îles (environ 50 000 au total). La Norvège borde deux mers bordières de l'océan Atlantique : le Skagerrak au sud, la mer du Nord au sud-sud-ouest. Elle baigne aussi deux mers bordières de l'océan Arctique : la mer de Norvège au nord-ouest et la mer de Barents, à l'est du cap Nord. Les frontières terrestres du pays mesurent 2 542 km de long, la plupart avec la Suède, mais aussi avec la Finlande et la Russie au nord-est.
La Norvège est le pays d'Europe le plus septentrional, contenant notamment le très majestueux cap Nord, en norvégien Nordkapp, cap situé sur l'île Magerøya dans le Nord du pays. Mais, en réalité, c'est le Knivskjellodden, dans la même île, qui est le point le plus au nord de Norvège et d'Europe.

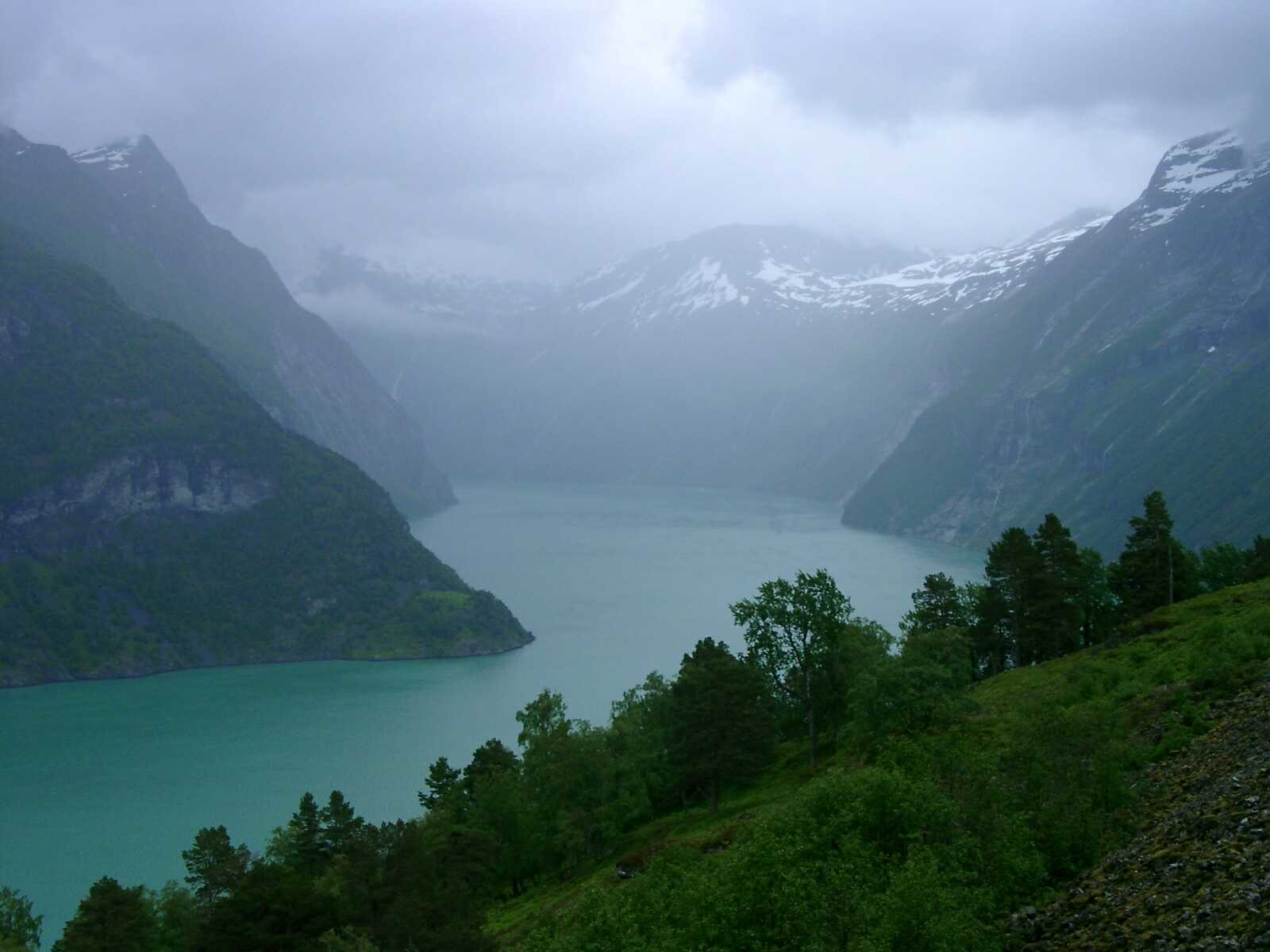
Le Sognefjord.

Avec 385 155 km2 (Jan Mayen et Svalbard inclus), la Norvège est un peu plus étendue que l'Allemagne. Le relief du pays, constitué de montagnes et de glaciers, est très accidenté. La caractéristique la plus connue de sa géographie est le fjord : la Norvège en compte plusieurs centaines sur sa côte, creusés par les glaciers au cours de la période glaciaire. Le plus long fjord est le Sognefjord. La Norvège abrite également beaucoup de glaciers et de chutes d'eau. À 2 469 m d'altitude, le mont Galdhøpiggen, dans la chaîne Jotunheimen, est le point culminant du pays — et de toute la Scandinavie.
Le sol est constitué en grande partie de granite et de gneiss, mais il s'y trouve également beaucoup d'ardoise, de grès, et de calcaire. Les élévations basses contiennent des dépôts marins.

### Climat
Le climat norvégien est de type tempéré, en particulier sur le littoral grâce à la douceur apportée par le Gulf Stream et les pluies amenées par les vents de l'ouest. Cette douceur permet notamment aux navires de l'Hurtigruten de naviguer tous les jours de l'année jusqu'à Kirkenes, au Finnmark, alors que les eaux de la mer Baltique (bien plus au sud pourtant) sont prises par les glaces. Les conditions climatiques à l’intérieur des terres, en revanche, peuvent se révéler plus rudes, et le Nord du pays connaît un climat subarctique. L'archipel de Svalbard, par contre, connaît un climat arctique de toundra.
La Norvège est parfois surnommée « pays du soleil de minuit » en raison de sa situation septentrionale : une partie du pays se trouve en effet au nord du cercle polaire arctique, où le soleil ne se couche pas au moins un jour en été (de mai à fin juillet) et ne se lève pas au moins un jour en hiver (de fin novembre à fin janvier).

### Environnement
La Norvège compte 41 parcs nationaux, dont 7 dans l'archipel du Svalbard.

## Histoire

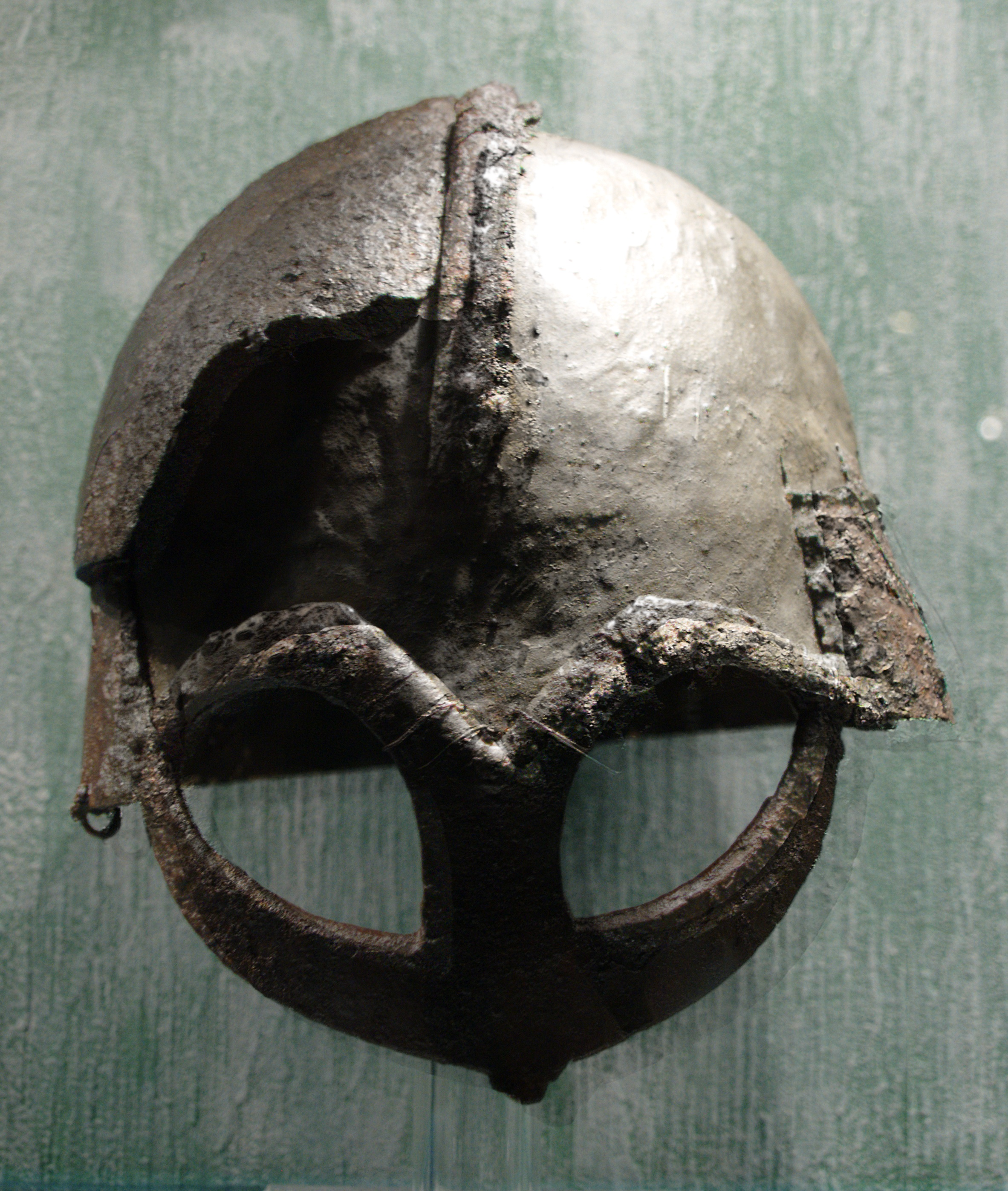
Ce casque trouvé dans le comté de Buskerud date de l'Âge des Vikings.

La nation norvégienne affirme pour la première fois son unité et sa volonté d’expansion à l’époque des grands raids vikings, du IXe au XIe siècle. Redoutables navigateurs, les Vikings d’origine norvégienne étendent rapidement leur influence aux îles Shetland, aux Orcades, aux Hébrides et à l’île de Man. Depuis les Shetland, ils implantent ensuite des colonies plus durables dans les îles Féroé, en Islande et au Groenland.
Il n'existe toutefois pas encore d’autorité centrale en Norvège elle-même, où les communications se font davantage par voie maritime que terrestre. Au VIIIe siècle, la Norvège est encore divisée en vingt-neuf petits royaumes indépendants.
Le premier roi réputé avoir régné sur toute la Norvège est Harald Ier aux Beaux Cheveux (872-933), qui l'emporte, selon les sagas, en 872 sur les ducs (jarl). L'aîné de ses fils, Erik « Hache sanglante », est détrôné en 935 par le chef viking Haakon Ier le Bon. Son petit-fils, Olaf Tryggvason (995-1000), lui succède, mais il est chassé par le roi danois Sven « Barbe fourchue ». La Norvège est alors partagée entre Sven et le jarl de Trondheim. Il faut attendre l’an 1016 pour trouver un vrai père fondateur du royaume norvégien, en la personne du roi Olaf Haraldsson, qui établit sa capitale à Trondheim. Olaf, ancien Viking, rapporte de ses nombreux voyages le christianisme, et convertit la population par la force, ce qui lui vaut d’être canonisé en Olaf II.
En 1066, le roi de Norvège Harald Hardrada tente de devenir roi d'Angleterre mais il est battu et tué à Stamford Bridge. Cela profite à Guillaume le Conquérant qui défait l'armée anglaise, affaiblie, à la bataille d'Hastings.
Au XIIIe siècle, un jeune aventurier prénommé Sverre Sigurdsson s’empare du pouvoir et fonde une nouvelle dynastie, installée à Bergen. Néanmoins, en raison du pouvoir croissant détenu par la ligue hanséatique dans cette ville, la capitale du pays se fixe finalement à Oslo au début du XIVe siècle. Au cours du Moyen Âge se forge également l'Empire colonial norvégien.
L'année 1380 voit l’extinction de la dynastie royale norvégienne, avec la mort du roi Håkon VI. Sa femme Margrethe de Danemark, fille du roi de Danemark, obtient la succession et consacre ainsi l'union du Danemark et de la Norvège. La Suède vient s'ajouter à ce domaine en 1397, formant l'union de Kalmar. Le Danemark, au sein de cette union, exerce une nette domination, et la Norvège n’est plus guère alors qu’une province danoise, avec le danois pour langue officielle.
L'émancipation de la Suède, avec la révolte de Gustave Vasa, met un terme à l’union de Kalmar en 1523. La Norvège reste néanmoins sous domination des Danois. Ces derniers, en 1536, imposent au pays la Réforme luthérienne, ce qui a pour conséquence de tarir le flot des voyageurs se rendant en pèlerinage auprès des reliques de saint Olaf, à Trondheim (anciennement Nidaros), et de couper encore davantage le pays du reste du monde.
En raison de l'alliance contractée par le royaume dano-norvégien avec Napoléon Ier, les puissances coalisées victorieuses attribuent la Norvège continentale à la Suède en 1814.
En réaction, une Convention nationale se réunit à Eidsvoll, dans l'Akershus : elle déclare l’indépendance du royaume de Norvège et adopte une constitution (c'est la seconde constitution écrite la plus ancienne encore en vigueur en Europe après celle de Saint-Marin), avant de désigner comme roi le prince danois Christian-Frédéric VIII de Danemark, le 17 mai 1814.
La Norvège devient, ainsi, un royaume distinct, mais en union personnelle avec le roi de Suède Charles XIII. Toutefois, depuis 1810, c'est le prince héritier de Suède, Jean-Baptiste Bernadotte, qui joue un rôle décisif. Ancien maréchal d'Empire de Napoléon, il prend fait et cause pour son nouveau royaume et mène une brève campagne en Norvège pour réunir les deux couronnes. Il devient roi en 1818 sous le titre de Charles XIV Jean.
L'union personnelle Suède-Norvège, malgré plusieurs concessions, entraîne un mécontentement croissant des Norvégiens au cours du XIXe siècle. Elle est dissoute sans effusion de sang le 7 juin 1905. À la suite d'un référendum confirmant la nature monarchique du nouveau régime, le gouvernement offre la couronne à un prince danois, qui est élu par le Parlement sous le nom de Haakon VII.
La Norvège parvient à conserver sa neutralité au cours de la Première Guerre mondiale, en raison de sa puissance navale dissuasive. Il n’en va pas de même pendant la Seconde Guerre mondiale, au cours de laquelle le pays est envahi par les troupes allemandes dans le cadre de l’opération Weserübung. La résistance armée dure jusqu’à trois mois dans certaines régions. Le roi et le gouvernement choisissent de s’exiler et de continuer la lutte depuis Londres.
La Norvège occupée est dirigée par le chef des forces d'occupation, le Reichskommissar Josef Terboven. Le chef du parti pronazi local, Vidkun Quisling, est autorisé à former à partir de 1942 un gouvernement collaborationniste, sous supervision allemande. Les Allemands et les collaborateurs se heurtent durant cette période à la résistance norvégienne. Après l’intervention des Alliés au sud et au nord — notamment de l'Armée rouge au nord — les forces allemandes capitulent le 8 mai 1945.
L'épisode de l'occupation allemande a rendu les Norvégiens plus sceptiques vis-à-vis du concept de neutralité, et le pays adopte une nouvelle stratégie fondée sur la sécurité collective. Après l'échec de l'instauration d'une union de défense scandinave, la Norvège devient l’un des membres fondateurs de l’OTAN, en 1949, et de l’ONU, à laquelle elle fournit son premier Secrétaire général, Trygve Lie.
La Norvège a refusé à deux reprises par référendum de rejoindre l’Union européenne, en 1972 et en 1994. Le débat européen reste ouvert, avec environ 50 % de la population dans chaque camp. Le pays fait par ailleurs partie, comme l'Islande, de l'Espace économique européen (EEE), ainsi que de l'espace Schengen depuis 2001.
Le 22 juillet 2011, le pays subit deux attaques terroristes marquantes. La première est une explosion à la bombe survenue à Regjeringskvartalet, le quartier gouvernemental de la ville d'Oslo, à 15 h 26. L'explosion tue huit personnes et en blesse plusieurs autres. La seconde attaque suit la première d'environ deux heures dans un camp organisé par la Ligue des jeunes du Parti travailliste norvégien, sur l'île d'Utøya. Anders Behring Breivik, déguisé en policier, ouvre le feu sur les campeurs, tuant 69 participants. Ce drame est le plus meurtrier que la Norvège ait connu depuis la Seconde Guerre mondiale, même si le pays avait également été fortement marqué en 1973 par l'assassinat d'Ahmed Bouchiki.

## Politique

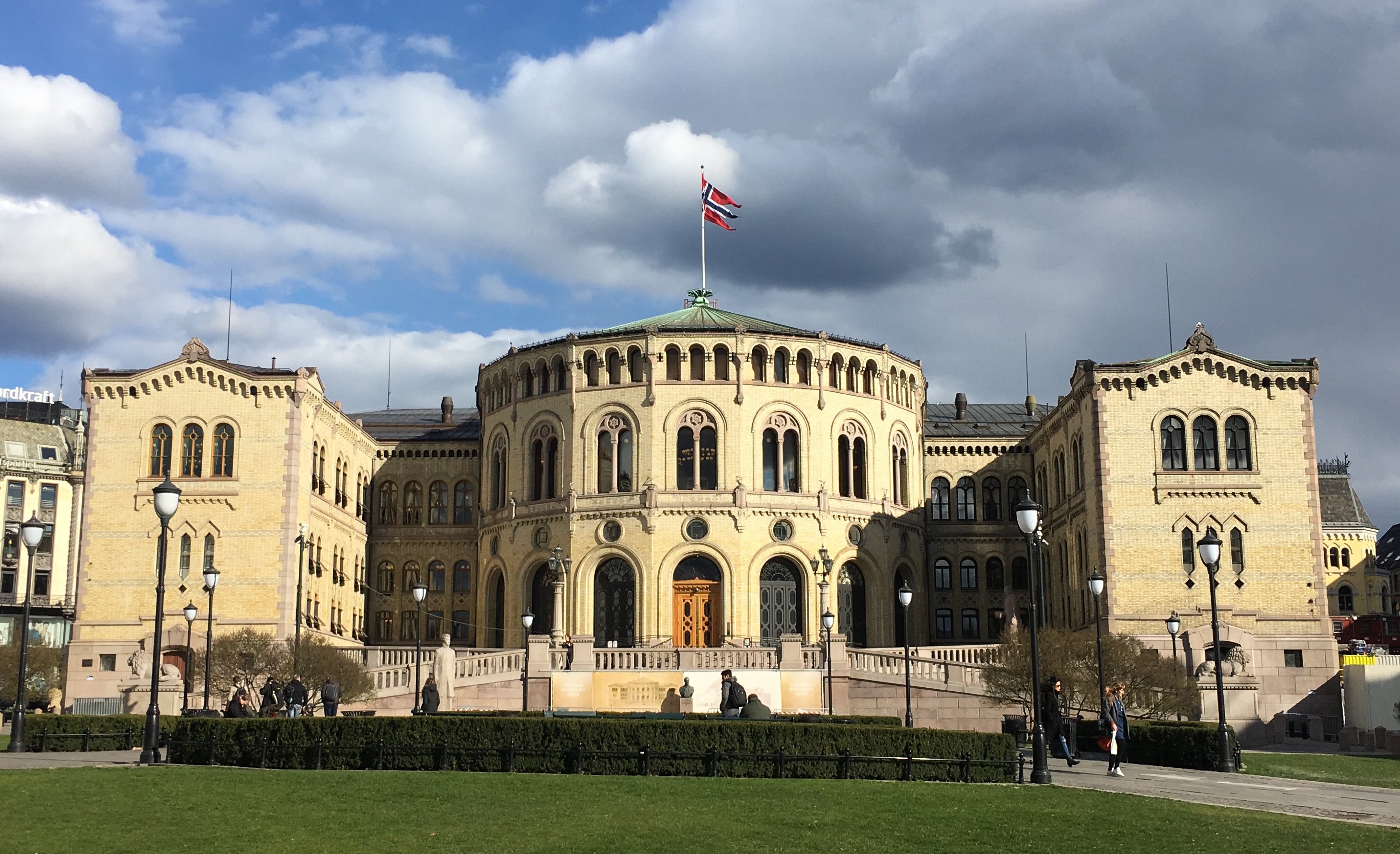
Le bâtiment du Storting à Oslo.

La Norvège est une monarchie constitutionnelle à gouvernement parlementaire.
La famille royale, originaire du Schleswig-Holstein, descend de la famille princière de Glücksburg. Le roi ne joue pour l’essentiel qu’un rôle honorifique, mais il constitue un symbole fort d’unité nationale. Bien que la Constitution de 1814 lui accorde d’importantes prérogatives dans le domaine de l’exécutif, ces dernières sont presque toujours exercées en son nom par le gouvernement. Les pouvoirs dont le monarque est investi par la constitution de la Norvège ont au cours du XXe siècle été largement symboliques, sauf dans quelques cas importants comme pendant la Seconde Guerre mondiale, où le monarque annonçait qu'il allait abdiquer si le gouvernement capitulait face aux demandes des nazis.
Le gouvernement est composé du ministre d'État et des ministres, tous nommés par le roi. Mais depuis 1884, l’évolution parlementaire du régime fait que le gouvernement doit obtenir un vote de confiance du Parlement : la désignation du gouvernement par le roi n’est donc qu’une formalité quand il y a une majorité claire au Parlement pour un parti en particulier (ou coalition de partis). Après une élection sans majorité claire, le chef du parti le plus susceptible de créer un gouvernement est nommé ministre d'État par le roi. La Norvège a vu plusieurs de ces gouvernements gouverner en minorité. Le roi assiste aux réunions du gouvernement chaque vendredi au palais royal, mais le gouvernement prend ses décisions en avance, à des conférences présidées par le ministre d'État et tenues chaque mardi et jeudi. Chaque année, le roi ouvre le Parlement en septembre. Il accueille les ambassadeurs à la cour et est symboliquement le commandant en chef des Forces de défense norvégiennes et à la tête de l'Église de Norvège.
Le parlement norvégien, le Storting, est monocaméral depuis les élections générales de 2009 (amendement de la Constitution du 20 février 2007) et comprend 169 membres (soit quatre membres de plus à la suite des élections du 12 septembre 2005). Les députés sont élus tous les quatre ans dans chacun des 15 fylker du pays, à la représentation proportionnelle. Il y a 15 sièges, les « sièges égalisants », un par fylke, pour faire que la représentation au parlement corresponde mieux au vote populaire. Il y a un seuil électoral de 4 % pour ces sièges.
L'impeachment est très rare (le dernier cas étant celui du ministre d'État Abraham Berge, acquitté, en 1927), et peut se faire à l'encontre de membres du Conseil d'État, de la Cour suprême, ou du Storting pour des crimes qu'ils auraient commis au pouvoir. Avant l'amendement du 20 février 2007, les accusations étaient formulées au Odelsting et traitées par le Lagting et les juges de la Cour suprême, formant ensemble la « Haute Cour du Royaume ». Dans le nouveau système les impeachments seront traités par les cinq juges les plus importants de la Cour suprême ainsi que six autres personnes, dans l'une des cours de la Cour suprême (avant il se déroulait dans la chambre du Lagting). Les représentants du Storting ne peuvent pas être juges. Les accusations seront formulées par le Storting dans une réunion plénière.
Le Storting fonctionne sinon en tant que parlement unicaméral, la division en Odelsting et Lagting ayant été abolie à partir des élections de 2009. La législation devra passer par deux, parfois trois, relectures avant d'être approuvée et passée au roi pour son approbation.
À la tête du système juridique se trouve la Cour suprême, ou Høyesterett (composée de 18 juges et d’un chief justice). On trouve ensuite les cours d'appel, les tribunaux ordinaires et les juges de paix. Les juges sont nommés par le roi et le gouvernement, sur proposition du ministre de la Justice.
Jusqu'en 2012, plus de la moitié des membres du gouvernement étaient membres de l'Église de Norvège, soit au moins dix des dix-neuf ministres. Cette disposition a été abrogée, mais la séparation de l'Église et de l'État reste un sujet de controverse en Norvège. Ainsi, le passage de l'école chrétienne à l'école laïque y est débattu depuis 1739, sans qu'une condamnation de l'État norvégien en Cour européenne des droits de l'homme en 2007 ait abouti à une évolution généralisée des structures éducatives.

### Relations internationales
Quoique non membre de l'Union européenne, la Norvège a accès au marché unique européen à travers l'Espace économique européen. Le parlement et le gouvernement sont en dialogue permanent avec les autres pays scandinaves dans le cadre du Conseil nordique.
La Norvège maintient des ambassades dans 86 pays du monde ainsi que des relations diplomatiques avec beaucoup d'autres sans toutefois y avoir d'ambassade. Soixante pays maintiennent à leur tour des ambassades à Oslo.
La Norvège est membre fondateur des Nations unies, de l'OTAN, du Conseil de l'Europe, de l'AELE, de l'OCDE et de l'OSCE. Elle est aussi membre de plusieurs autres organisations internationales.
La Norvège a participé ou facilité plusieurs négociations de paix internationales, notamment les accords d'Oslo du conflit israélo-palestinien.
La Norvège est la première puissance européenne à avoir appliqué la conscription aux femmes.
En juin 2020, la Norvège est élue membre non permanent du conseil de sécurité de l'ONU pour 2021 et 2022.

### Administration territoriale
La Norvège est traditionnellement divisée en cinq Landsdeler, ou grandes régions, dont les délimitations sont fondées sur des critères géographiques et linguistiques : Sørlandet, Østlandet, Vestlandet, Trøndelag, et Nord-Norge.
Les subdivisions les plus importantes sont les quinze fylker (fylke au singulier), ou comtés, qui assurent d’importantes fonctions administratives. Le fylke est l'administration intermédiaire entre l'État et les kommuner (communes). Le roi est représenté dans chaque fylke par un Fylkesmann.
Ces quinze fylker sont :   
| #  | Comté (fylke) 2024 | Centre administratif |
| -- | ------------------ | -------------------- |
| 3  | Oslo               | Oslo                 |
| 11 | Rogaland           | Stavanger            |
| 15 | Møre et Romsdal    | Molde                |
| 18 | Nordland           | Bodø                 |
| 31 | Østfold            | Sarpsborg            |
| 32 | Akershus           | Oslo                 |
| 33 | Buskerud           | Drammen              |
| 34 | Innlandet          | Hamar                |
| 39 | Vestfold           | Tønsberg             |
| 40 | Telemark           | Skien                |
| 42 | Agder              | Kristiansand         |
| 46 | Vestland           | Bergen               |
| 50 | Trøndelag          | Steinkjer            |
| 55 | Troms              | Tromsø               |
| 56 | Finnmark           | Vadsø                |

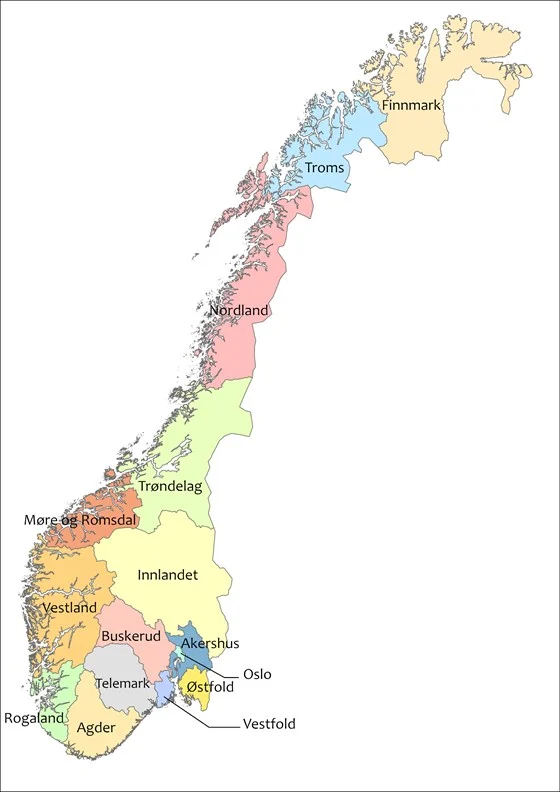
Les 15 fylker de Norvège en 2024

La Norvège compte 357 communes (kommuner) en 2024 — contre 422 en 2018, et 747 en 1930. Ce processus de fusion est appelé à se poursuivre. Oslo est considérée à la fois comme une commune et comme un comté. Les communes sont responsables d'un certain nombre de domaines : éducation primaire, soins ambulatoires, services aux aînés, chômage et autres services sociaux, zonage, développement économique et routes municipales.

## Économie

Évolution du PIB par habitant en Europe du Nord depuis 1950 (de haut en bas : Norvège, Danemark, Suède, Islande et Finlande).

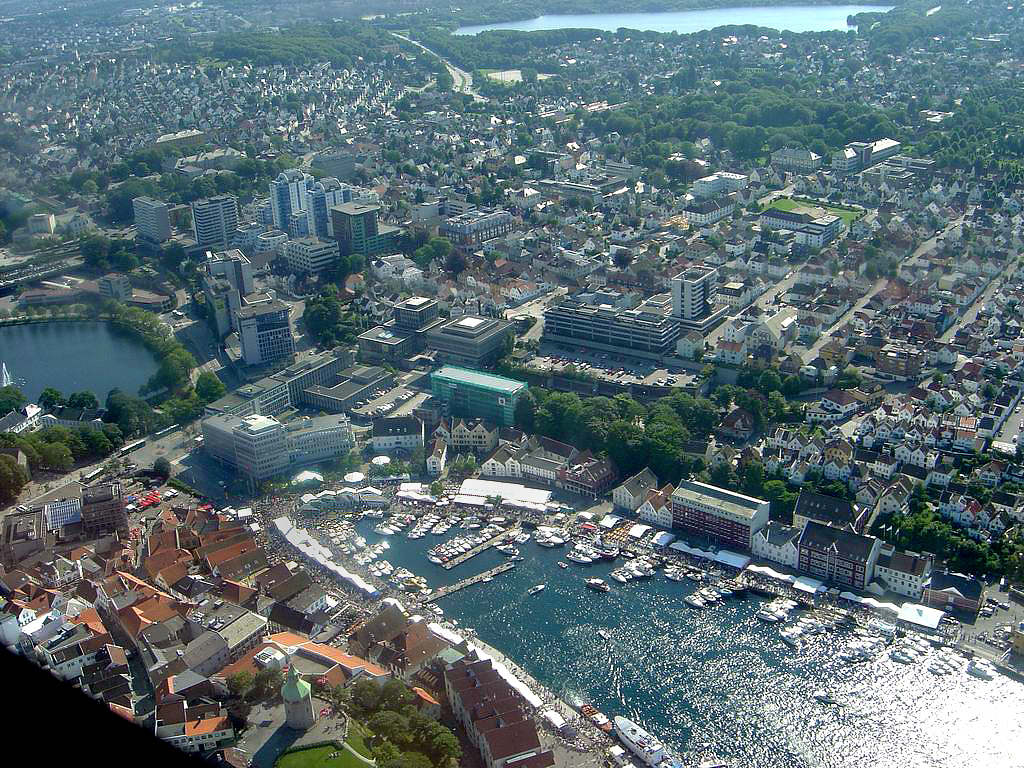
L'aire urbaine de Stavanger-Sandnes.

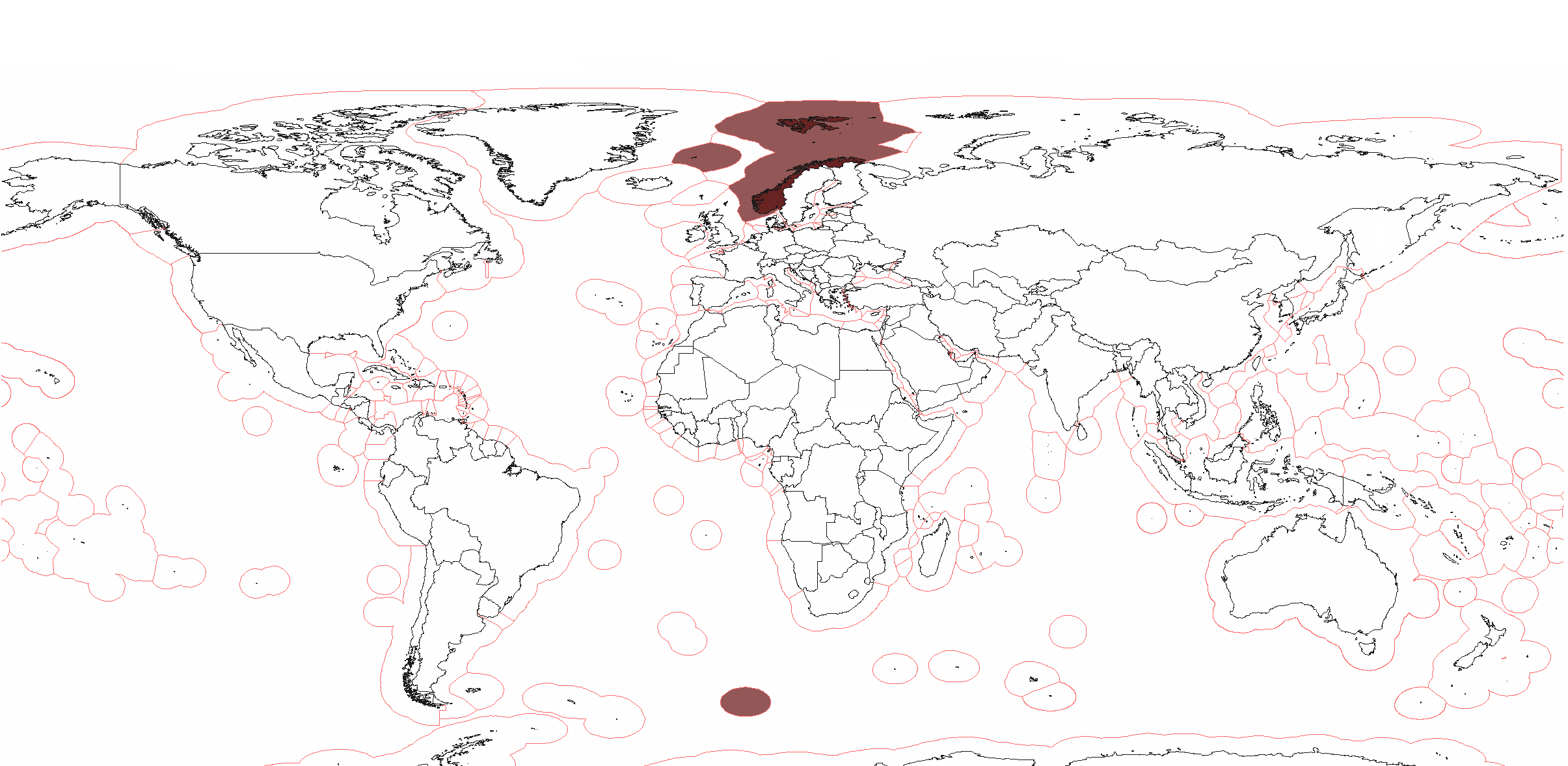
La zone économique exclusive de la Norvège.

L'économie norvégienne est un bastion prospère du capitalisme social, offrant une combinaison entre la liberté des marchés et l'intervention de l'État. Le gouvernement, par le biais de grandes entreprises publiques, contrôle quelques domaines particulièrement stratégiques, comme une partie du secteur pétrolier. Mais une vague de privatisations a débuté en 2000, lorsque l'État a vendu un tiers de l'entreprise Statoil, qu'il contrôlait jusqu'alors dans sa totalité.
Le pays et sa zone économique exclusive regorge de ressources naturelles (pétrole, hydroélectricité, poissons, forêts, minéraux…) et sa prospérité est très dépendante des revenus engendrés par l’exploitation du pétrole : ce dernier représentait en 1999, avec le gaz, 35 % des exportations du pays. Seules l'Arabie saoudite et la Russie exportent davantage que la Norvège, laquelle ne fait pas partie de l'OPEP.
La croissance économique, forte, a atteint 4,1 % en 2005.
Le R.N.B. de la Norvège s'élevait en 2008 à 455,95 milliards de US dollars, ce qui permettait pour la même année un revenu national par habitant de 95 624 US $.
Malgré un niveau de vie comptant parmi les plus élevés au monde, les Norvégiens s'inquiètent à propos des deux prochaines décennies, lorsque leurs réserves de gaz et de pétrole commenceront à s'épuiser. C'est pourquoi le pays engrange, depuis 1990, la totalité de ses revenus pétroliers dans le fonds pétrolier de Norvège. Le capital ainsi obtenu est investi à l’étranger : à la fin 2016, il est estimé à 850 milliards d'euros et en 2021, il atteint les 1 162 milliards de dollars avec une progression de 10 pour cent par an environ. Les revenus pétroliers de la Norvège en 2022 s'élèvent à environ 131 milliards d'euros, presque le triple des revenus de 2021, de sorte que le pays a parfois été traité de « profiteur de guerre », ce que le gouvernement récuse.
La Norvège est proche du plein emploi : en novembre 2006, le taux de chômage est descendu à 2,1 % de la population active soit 50 200 demandeurs d'emploi et il atteignait 3,3 % de la population active en 2014. À l'instar de nombreux pays européens, le pays a cependant un important problème d'emploi avec sa population vieillissante.
La Norvège présente l'un des taux d'emploi dans les administrations publiques (nombre de fonctionnaires par habitant) les plus élevés des pays de l'OCDE, celui-ci s’élevant en 2018 à 158,8 ‰ (88,5 ‰ en France).

### Flotte marchande et pêche
La forme du territoire norvégien explique sa vocation. Avec, au 1er janvier 2013, près de 1 908 navires (dont 1 494 sous pavillon étranger), la Norvège possède la neuvième flotte marchande du monde. En 2008, l'industrie halieutique norvégienne a produit 3 274 572 tonnes de poissons et autres produits de la mer, dont une petite partie, 843 730 tonnes, provenait de l'élevage.
L'image du saumon d'élevage norvégien a été ternie en 2011-2012 par la controverse écologique du diflubenzuron, des polluants organiques persistants (comme la dioxine, les pesticides ou les PCB) et de l'éthoxyquine, comme l'explique le documentaire Poisson : élevage en eaux troubles. Si la Norvège n'était en 2007 que le 12e producteur mondial de produits de la mer, elle n'en était pas moins le second exportateur pour un montant dépassant les 6 milliards de dollars américains.
Une grande partie de la morue pêchée en Norvège a pour marché principal le Portugal.

## Démographie

Évolution de la démographie entre 1734 et 2012 (chiffre de la FAO, 2005, SSB, 2011). Population en millions d'habitants.

La Norvège compte près de 5 millions et demi d'habitants. D’un point de vue ethnique, la plupart des Norvégiens sont d’origine germanique. Une minorité saami habite les régions centrales et septentrionales du pays ainsi que la Suède, le Nord de la Finlande et dans la péninsule de Kola en Russie. On trouve aussi une minorité kvène descendue d'un peuple parlant le finnois ayant migré au nord de la Norvège au cours des XVIIe et XIXe siècles. Les Saamis et Kvènes furent tous les deux assujettis à une politique forte d'assimilation de la part du gouvernement norvégien depuis le XIXe siècle jusqu'aux années 1970. En raison de ce processus de « norvégianisation » beaucoup de personnes d'origine saami ou kvène se considèrent maintenant comme ethniquement norvégiens. C'est cela, ainsi que la longue cohabitation des Saamis et Scandinaves sur la péninsule Scandinave, qui fait que les statistiques sur les ethnies ne sont pas aussi claires que suggéré, particulièrement en ce qui concerne les régions centrales et septentrionales de la Norvège. Parmi les autres minorités reconnues, on trouve les juifs, les Skogfinns et les Roms.
L’immigration, ces dernières années, a assuré plus de la moitié de la croissance démographique. En 2006 Statistisk sentralbyrå, le service de statistiques du gouvernement, a compté 45 800 immigrants arrivés sur le territoire norvégien, soit 30 % de plus qu'en 2005. Au début de l'année 2009 il y avait 508 200 personnes d'origine immigrée en Norvège (immigrants et enfants d'immigrants), soit 10,6 % de la population. En janvier 2009 on compte 244 873 immigrants non-occidentaux légaux en Norvège. Les nationalités les plus représentées parmi la population d'origine immigrée sont les Polonais, les Pakistanais, les Suédois, les Irakiens, les Somaliens, les Allemands, les Vietnamiens et les Danois. Depuis quelques années on voit un plus grand nombre d'immigrants de l'Europe centrale et orientale, dont les Polonais sont la nationalité la plus représentée en Norvège, suivis des Lituaniens. Oslo est la ville avec le plus grand pourcentage d'habitants d'origine immigrée, avec 152 100, soit 25 % de sa population totale. Selon l'Institut norvégien des statistiques, au 6 mars 2023, on comptait en Norvège 877 227 immigrés et 213 810 Norvégiens nés de parents immigrés soit un total de 1 091 037 personnes immigrées ou nées de parents immigrés, soit 19,9 % de la population norvégienne.
La Norvège est passée sous le seuil de renouvellement de sa population (2,1 enfants par femme) en 1975. En 2022, le taux de fécondité s'élève à 1,41 enfant par femme.

### Villes
| Rang                | Nom                   | Région    | Pop.        |
| ------------------- | --------------------- | --------- | ----------- |
| 1                   | Oslo                  | Est       | +1 064 235, |
| 2                   | Bergen                | Ouest     | +267 117,   |
| 3                   | Stavanger/Sandnes     | Ouest     | +231 693,   |
| 4                   | Trondheim             | Trøndelag | +194 860,   |
| 5                   | Fredrikstad/Sarpsborg | Est       | +118 992,   |
| 6                   | Drammen               | Est       | +111 036,   |
| 7                   | Porsgrunn/Skien       | Est       | +94 709,    |
| 8                   | Kristiansand          | Sud       | +65 506,    |
| 9                   | Ålesund               | Ouest     | +54 983,    |
| 10                  | Tønsberg              | Est       | +54 580,    |
| 11                  | Moss                  | Est       | +48 477,    |
| 12                  | Sandefjord            | Est       | +45 816,    |
| 13                  | Haugesund             | Ouest     | +45 686,    |
| 14                  | Arendal               | Sud       | +44 352,    |
| 15                  | Bodø                  | Nord      | +42 662,    |
| 16                  | Tromsø                | Nord      | +41 434,    |
| 17                  | Hamar                 | Est       | +28 991,    |
| 18                  | Larvik                | Est       | +26 851,    |
| 19                  | Halden                | Est       | +25 916,    |
| 20                  | Lillehammer           | Est       | +21 000,    |
| au 1er janvier 2022 |                       |           |             |

## Culture

### Langues

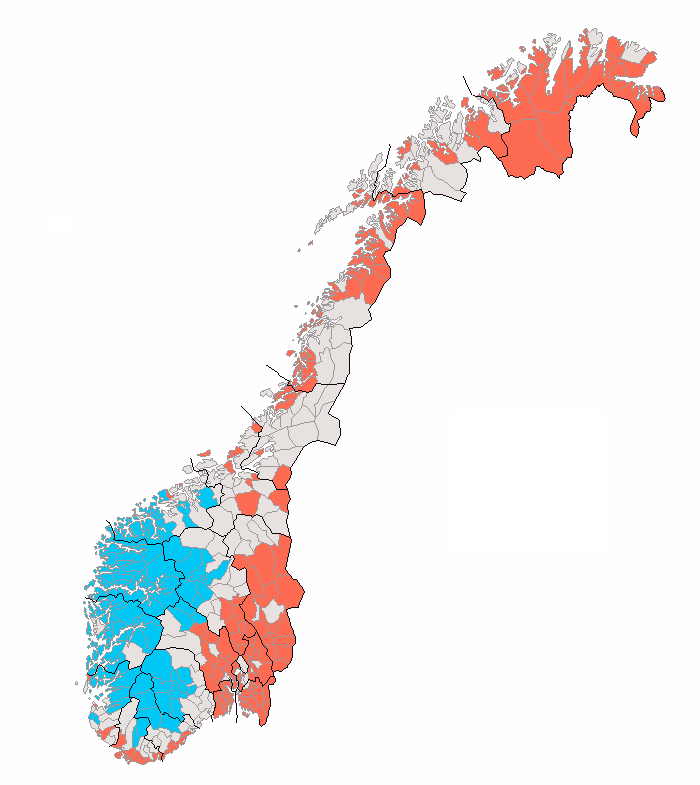
Carte de la Norvège indiquant où prédominent le bokmål (en rouge) et le nynorsk (en bleu). Les régions partagées entre les deux sont en gris.

Le norvégien, langue germanique, a pour racine historique le vieux norrois, qui était pratiqué depuis le Moyen Âge dans les pays nordiques (Suède, Danemark, Islande et Norvège). Le norvégien actuel se compose en réalité d'un grand nombre de dialectes, et de deux langues écrites officielles : le bokmål (littéralement « langue des livres »), héritier du riksmål (ou « langue du royaume »), c'est-à-dire du dano-norvégien élaboré pendant la longue période de domination danoise, et le nynorsk (ou « néo-norvégien »), héritier du landsmål ou « langue des campagnes » (on peut aussi traduire landsmål par « langue nationale »). Elles sont officiellement égales, les deux étant utilisées dans l'administration, les services publics, l'enseignement, le culte, à la radio et à la télévision, mais le bokmål est utilisé par une grande majorité de la population (entre 85 et 90 %).
Cette scission en deux formes écrites s'est produite au moment de l'indépendance de la Norvège, sous l'influence des travaux du linguiste Ivar Aasen qui avait réalisé un relevé particulièrement étendu des différents dialectes du norvégien du XIXe siècle. La Norvège acquit son indépendance vis-à-vis de la Suède à la fin de ce siècle. Les défenseurs d'un romantisme patriotique voulurent imposer un retour aux sources, c'est-à-dire à un norvégien « originel » des campagnes ; mais les diverses institutions ne purent suivre ce mouvement, toutes leurs archives étant rédigées en danois. Cette tension explique la coexistence, aujourd'hui, de deux formes écrites.
Actuellement, le bokmål est plus répandu dans le Sud et dans l'Est de la Norvège (les régions les plus urbanisées), alors que le nynorsk se rencontre dans les montagnes de l'Ouest et dans le Nord (les régions rurales).
Environ 95 % de la population[réf. nécessaire] totale emploie soit le bokmål soit le nynorsk, mais la plupart des Norvégiens parlent dans la vie de tous les jours un ou plusieurs dialectes qui peuvent différer grandement de ceux-ci. Les dialectes norvégiens sont en général mutuellement intelligibles.
Plusieurs langues sames (de la famille des langues finno-ougriennes) sont parlées et écrites partout dans le pays, particulièrement dans le Nord, par les Samis. L'État reconnaît ces langues comme officielles ; les autochtones ont le droit d'avoir de l'enseignement en langue same où qu'ils soient dans le pays, et les actions du gouvernement leur sont communiquées dans les diverses langues sames. Il existe également une minorité kvène dans le Nord parlant la langue finno-ougrienne kvène.
Le norvégien est très similaire à d'autres langues nordiques, particulièrement le suédois et le danois. Ces trois langues sont mutuellement compréhensibles et souvent utilisées par les habitants de ces pays pour communiquer entre eux. La coopération avec le Conseil nordique implique que les habitants de tous les pays nordiques, y compris l'Islande et la Finlande, ont le droit de communiquer avec le gouvernement norvégien dans leur propre langue (et vice-versa).
Les enfants norvégiens de parents immigrés sont encouragés à apprendre la langue norvégienne. En outre, le gouvernement norvégien offre des cours de norvégien aux immigrants souhaitant devenir citoyens. Parmi les langues les plus parlées par la population d'immigrants on trouve l'arabe et le somali.
Les principales langues étrangères enseignées à l'école sont l'anglais, l'allemand, le russe, et le français. On trouve des cours d'espagnol et de russe dans certaines écoles, particulièrement des grandes villes. Au moins 3/4 des citoyens norvégiens, surtout les plus jeunes, savent parler l'anglais. L'anglais est appris dès la maternelle, mais toutefois, une partie des plus de 60 ans ne connaissent pas la langue. L'anglais est souvent utilisé dans l'administration par les étrangers.

### Médias
Les principaux journaux norvégiens sont Aftenposten, Dagbladet et Verdens Gang.
La radio-télévision d'État NRK diffuse quatre chaînes de télévision (NRK1, NRK2, NRK3 et NRK Super) et plusieurs stations de radio nationales et régionales tandis que le groupe privé TV2 détient plusieurs chaînes de télévision.

### Religion

Les onze diocèses de l'Église de Norvège.

Initialement et jusqu'à la fin de l'Âge des Vikings, la majorité des habitants de la Norvège actuelle vénéraient les dieux anciens du paganisme nordique, comme dans les autres pays scandinaves. À la fin du XIe siècle, la Norvège est christianisée, le paganisme et ses rites sont alors interdits. Les lois contre le paganisme sont abolies au début du XXe siècle. On voit aujourd'hui beaucoup de traces du paganisme norrois en Norvège, particulièrement dans les toponymes, les noms des jours de la semaine, et dans la langue parlée en général.
Une partie de la minorité saami continue à pratiquer sa religion jusqu'à leur conversion au protestantisme au XVIIIe siècle par les missionnaires dano-norvégiens.
Il existe aujourd'hui plusieurs mouvements néopaïens en Norvège, le Åsatrufellesskapet Bifrost fondé en 1996 et Foreningen Forn Sed en 1999. Ils ont été officiellement reconnus par le gouvernement norvégien en tant que sociétés religieuses, ce qui leur permet de conduire légalement des cérémonies civiles (comme des mariages). Forn Sed est un membre du Congrès mondial des religions ethniques depuis 2005, ils comptent près de 400 fidèles.
Environ 69,8 % des Norvégiens sont membres de l’Église d’État luthérienne, dans laquelle ils sont recensés à leur naissance. Jusqu'en mai 2012, l’Église de Norvège (Den norske kirke), aussi appelée Église luthérienne évangélique de Norvège, était reconnue comme telle par la constitution du pays. Son gouverneur est le roi régnant, qui a donc l’obligation d’être de confession luthérienne. Les lois régissant le fonctionnement et le budget de l’Église de Norvège étaient votés par le Parlement et exécutés par le ministère des Églises. Le 21 mai 2012, les parlementaires norvégiens abolissent cette disposition constitutionnelle qui faisait de l’Église évangélique luthérienne l’Église d’État : l’État n’est plus confessionnel et la notion de « religion publique » disparaît, à l'instar de l'impôt ecclésiastique même si l’État conserve la tâche de soutenir l’Église en tant que communauté de croyants. L’Église norvégienne est substituée à l'État pour la nomination des évêques et doyens tandis qu'il n'est plus nécessaire pour les membres du gouvernement d'appartenir à cette Église.
Selon un sondage Eurobarometer datant de 2005, 32 % des citoyens norvégiens ont répondu qu'ils « croient que Dieu existe », tandis que 47 % disent qu'ils « croient en l'existence d'un esprit ou force de vie » et 17 % « ne croient pas en un esprit, dieu ou force de vie ». Selon un autre sondage, de Gallup, 36 % des Norvégiens sont religieux. C'est la proportion la plus faible des pays occidentaux.
Les autres confessions chrétiennes, Église évangélique luthérienne libre de Norvège, Église catholique, congrégations pentecôtistes et méthodistes, adventistes, mormones, Témoins de Jéhovah regroupent environ 4,5 % de la population.
En raison d'une immigration récente, l’islam représente 1,5 % de la population norvégienne. Le judaïsme et les autres religions représentent moins de 1 % de la population. Les immigrants indiens ont introduit l'hindouisme en Norvège mais ne comptent que pour 0,5 % de la population du pays. Il y a onze organisations bouddhistes regroupées dans l'organisation mère Buddhistforbundet ; 0,42 % de la population est bouddhiste. Environ 1,5 % des Norvégiens adhèrent à l'Association humaniste norvégienne. Les personnes se déclarant sans confession comptent pour un peu plus de 5 % de la population.

### Fêtes et jours fériés
| Date                                             | Nom français          | Nom local                      | Remarques |
| ------------------------------------------------ | --------------------- | ------------------------------ | --- |
| 1er janvier                                      | Jour de l'an          | Nyttårsdag                     | |
| juste après la première pleine lune de printemps | Pâques                | Påske                          | Jeudi saint (Skjærtorsdag), vendredi saint (Langfredag), dimanche de Pâques (første påskedag) et lundi de Pâques (Andre påskedag ou Påskemandag). |
| 1er mai                                          | Fête des travailleurs | Arbeidernes dag                | Journée internationale des travailleurs. |
| 17 mai                                           | Fête nationale        | Syttende mai ou Grunnlovsdagen | Célèbre la Convention nationale d'Eidsvoll en 1814.                                                                                               |
| Jeudi 40 jours après Pâques                      | Ascension             | Kristi Himmelfartsdag          | |
| 7 semaines après Pâques                          | Pentecôte             | Pinse                          | Første pinsedag (dimanche) et Andre pinsedag (lundi).                                                                                             |
| 24 et 25 décembre                                | Noël                  | Jul                            | Les Norvégiens réveillonnent généralement le 24. Ils fêtent aussi Noël le 26 décembre (Andre Juledag : deuxième jour de Noël).                    |

### Cuisine

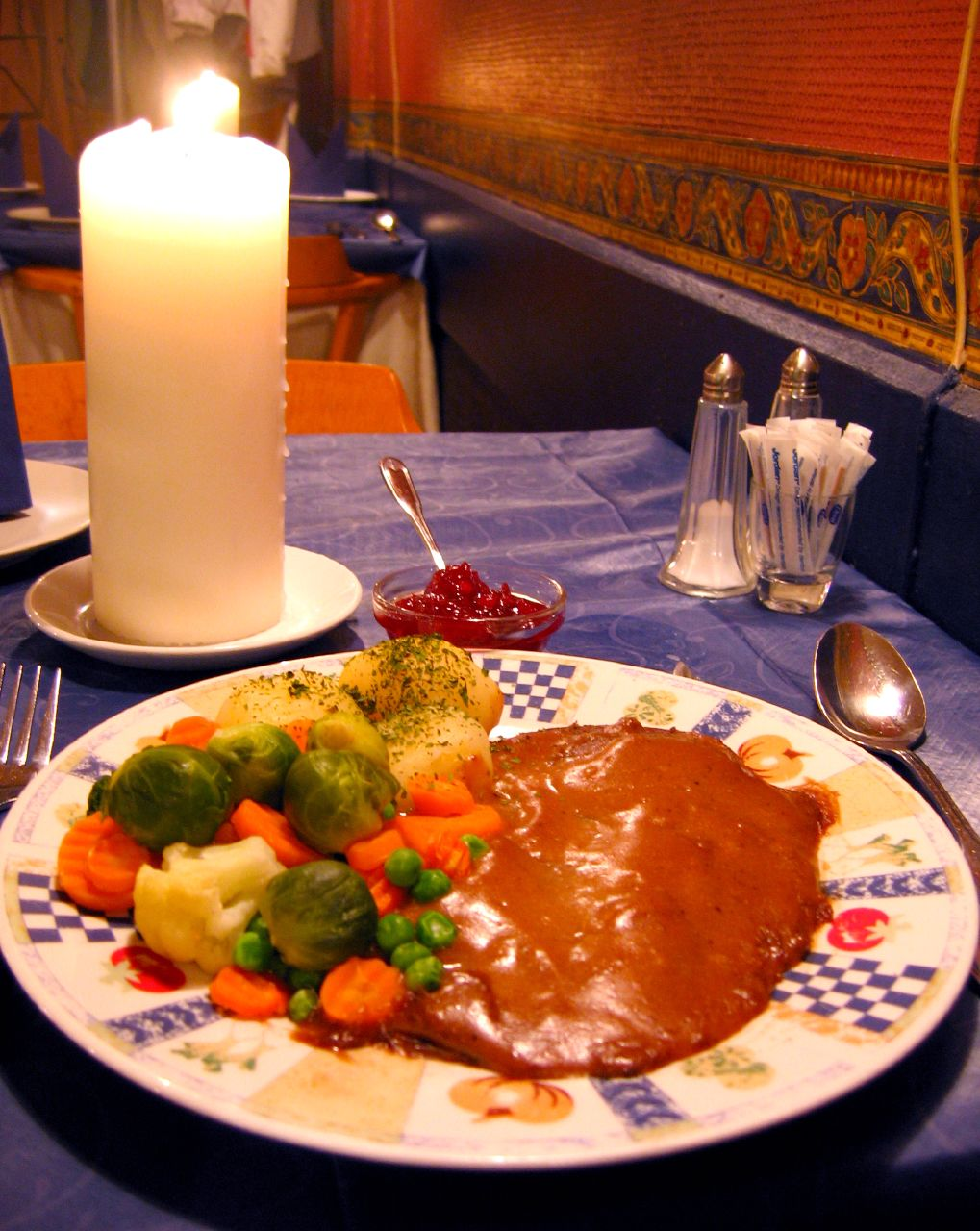
Reinsdyrsteik (rôti de renne).

La cuisine norvégienne est, dans sa forme traditionnelle, en grande partie basée sur les matières premières facilement disponibles dans un pays dominé par les montagnes et la mer. Par conséquent, elle diffère à bien des égards de ses homologues continentaux en mettant davantage l'accent sur le gibier et le poisson.
La cuisine norvégienne moderne, bien que toujours fortement influencée par sa base traditionnelle, porte aujourd'hui les marques de la mondialisation : pâtes, pizzas et autres produits sont d'usage courant au même titre que la morue et les boulettes de viande comme aliments de base.
En Norvège, le petit déjeuner (frokost) est composé de pain, de confiture, de fromage, de charcuterie, ou de céréales. Le déjeuner (fréquemment un repas froid) se déguste entre 11 h et 14 h selon les disponibilités de chacun. Enfin, le dîner (middag) se prend quant à lui entre 16 h et 18 h. Il peut être accompagné d'un en-cas aux alentours de 21 h ou 22 h (kveldsmat).
En Norvège, les écoliers se voient offrir une pomme par jour. Le reste de l'alimentation est du ressort des parents. Les enfants norvégiens mangent donc souvent à la mi-journée les traditionnels matpakker (paniers-repas). Ces derniers sont habituellement composés de tranches de kneippbrød. Ce pain est recouvert de margarine et le plus souvent assorti de tranches de brunost — un fromage brun typique au goût de caramel —, de salami ou de jambon (skinke). Le pâté de foie (leverpostei) ainsi que le maquereau à la tomate (makrell i tomat) sont également très populaires dans la composition des tartines norvégiennes.

### Musique
Ole Bull (1810-1880) fut certainement le premier violoniste norvégien à atteindre une renommée internationale. Il se produisit en Europe et aux États-Unis et laissa aussi une œuvre variée.
C'est certainement Edvard Grieg (1843-1907) qui illustre le mieux la musique norvégienne. Il s'inspira dans ses œuvres de la musique traditionnelle norvégienne et assura notamment la mise en musique de pièces d'Henrik Ibsen.
Le jazz est bien développé en Norvège, la figure majeure étant Jan Garbarek, connu pour son travail avec Keith Jarrett, et sa sonorité si particulière. De la même génération que Garbarek, Arild Andersen, Terje Rypdal, Bjørn Kjellemyr, Eivind Aarset, Ketil Bjørnstad, Odd-Arne Jacobsen, Øystein Sevåg, Terje Isungset, Per Jørgensen, Jon Balke et Jon Christensen sont des musiciens confirmés, avec de nombreuses collaborations internationales. Parmi la jeune génération, Trygve Seim, Arve Henriksen, Christian Wallumrød, Tord Gustavsen, Mathias Eick assurent un renouveau acoustique, tandis que Nils Petter Molvær, Bugge Wesseltoft, Jaga Jazzist et Wibutee expérimentent le mélange avec la musique électronique. Guitariste de blues d'exception, Bjørn Berge est l'un des artistes offrant le plus grand nombre de concerts par an en Europe.
Côté pop, on trouve des groupes mondialement connus comme Lene Marlin, Kings of Convenience, Röyksopp, Sondre Lerche, Thomas Dybdahl, Madrugada, ou encore le duo de pop norvégienne Marcus and Martinus. Depuis les années 1980, le groupe A-ha reste le principal représentant de la pop norvégienne à travers le monde. Il est composé de Morten Harket (chanteur et vocaliste), Magne Furuholmen (clavier et compositeur) et Pål Waaktaar-Savoy (né Pål Waaktaar Gamst) (guitariste et principal compositeur). Leur dernier album en date, Cast in Steel, est sorti en septembre 2015. Ils ont vendu plus de 100 millions d'albums et singles depuis 1985.
De nombreux groupes de black metal sont apparus en Norvège dans les années 1990, donnant naissance au black metal norvégien. En voici une liste non exhaustive : Burzum, Darkthrone, Mayhem, Immortal, Gorgoroth, Emperor, Satyricon, Dimmu Borgir. Plus récemment d'autres groupes sont apparus tels que le Groupe 1349 ou Taake. Le groupe de « deathpunk » Turbonegro est originaire de la ville d'Oslo. À noter également, durant cette même période, l'émergence de groupes dit viking metal ou, pour les plus primitifs, Viking/black metal, qui créeront un style, un visuel et une musique qui les différencient de leurs homologues. Majoritairement originaires de la côte ouest de la Norvège, les groupes les plus réputés tels que Einherjer, Enslaved ou Borknagar, s'inspirent de l'histoire du pays, voire de l'histoire locale, de la nature et du climat, mais aussi des invasions vikings, pour écrire leur musique et leurs textes, bien souvent dans leur langue natale. Plusieurs formations se sont éloignées du black metal traditionnel pour aller vers une forme de musique unique, piochant dans l'electro, le progressif ou l'indus. La Norvège comporte d'autres groupes de metal comme Theatre of Tragedy ou Tristania qui pratiquent du metal gothique.

### Éducation et enfance
Barnevernet, le service de protection de l'enfance, a été l'objet d'affaires très médiatisées en Europe pour avoir retiré des enfants à leurs parents dans des cas controversés. Le bien fondé des décisions du Barnevernet a été critiqué par de nombreux experts et personnalités, certains soulignant les catastrophes humaines provoquées par ses décisions,,,.

### Sport
La Norvège est le pays no 1 des sports d'hiver, occupant le premier rang des nations du palmarès des médailles aux Jeux olympiques d'hiver, tandis qu'Ole Einar Bjørndalen (biathlon) et Marit Bjørgen (ski de fond) en sont les athlètes les plus décorés avec respectivement treize et quinze médailles dont huit en or chacun.
En termes de licenciés, le football est le sport numéro un en Norvège. L'équipe nationale masculine connaît un succès limité (trois participations à la Coupe du Monde et une au Championnat d'Europe). L'équipe féminine affichait plus de réussite dans les années 1990, gagnant la Coupe du Monde (1995), le Championnat d'Europe (1987, 1993) ainsi que les Jeux olympiques (2000).
Plusieurs sportifs norvégiens jouissent d'une reconnaissance internationale, parmi lesquels Erling Braut Haaland, Martin Ødegaard et Ada Stolsmo Hegerberg (football), Magnus Carlsen (échecs), Karsten Warholm et Jakob Ingebrigtsen (athlétisme), Johannes Boe et Tiril Eckhoff (biathlon), Therese Johaug (ski de fond), Henrik Kristoffersen et Lucas Braathen (ski alpin), Casper Ruud (tennis), Olaf Tufte (aviron).

## Classements internationaux

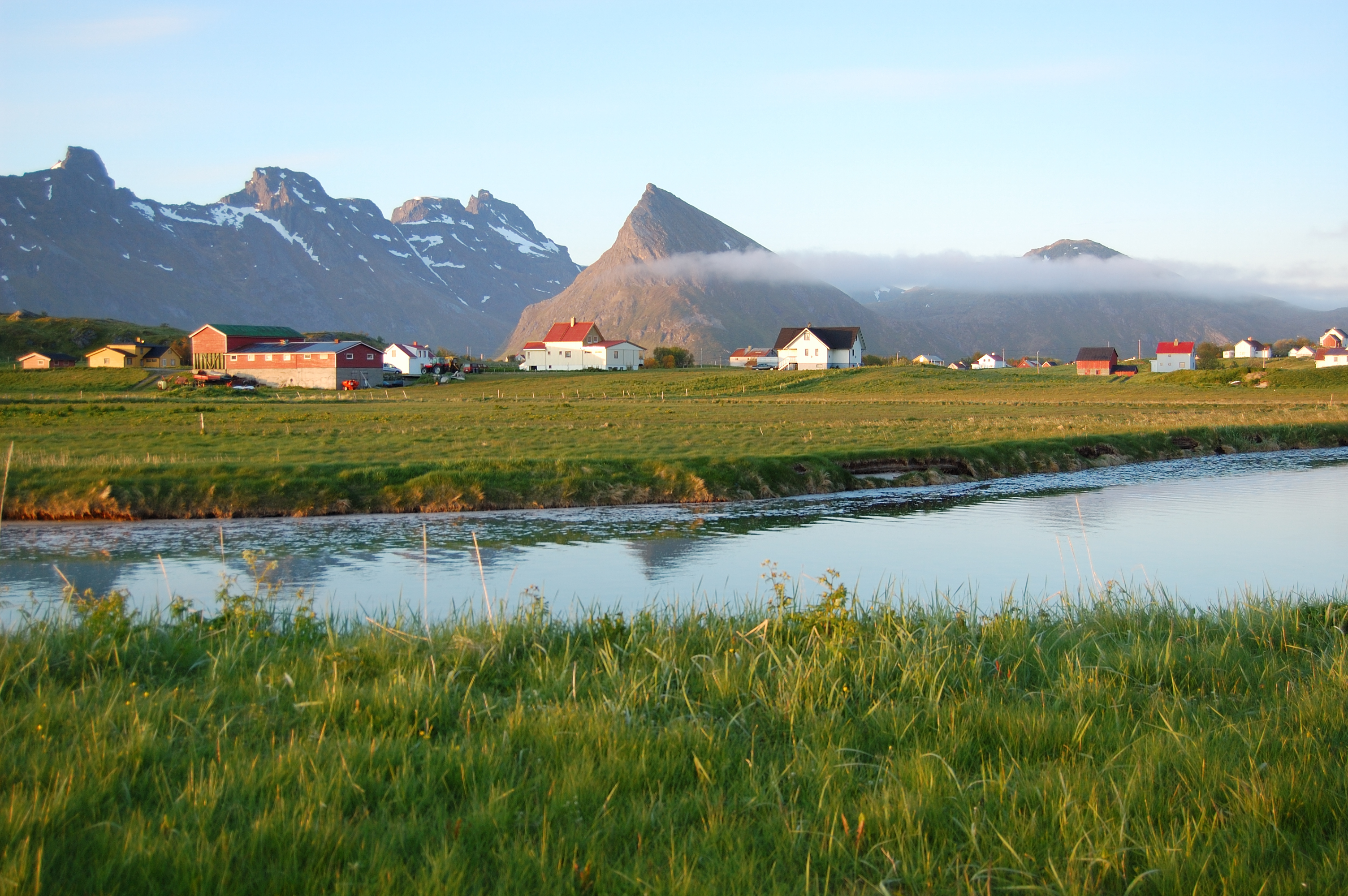
Un village dans les îles Lofoten.

### Classements politiques et économiques
- Freedom in the World 2023 : libre, classée no 1 en politique et libertés publiques[39]
- Liberté de la presse 2023 : 1er, score de 95,18 (sur 100)[40]
- PIB par personne 2018 : 73 461 €[41]
- Indice de développement humain 2022 : 2e 0,966 (très élevé)[2]
- Égalité de revenus : 0,252
- Alphabétisation 2019 : 100 %[8]
- Chômage : 3,7 % en 2019[8]
- Global Peace Index : 3e (1,343)[5],[42]
- Corruption 2017 : 3e nation la moins corrompue : score de 85/100[43]
- Indice de stress : 1er la Norvège est le pays où les habitants sont les moins stressés au monde
- Indice de pollution 2019 : 20,29/100 la Norvège se place 5e dans la catégorie ayant le moins de pollution
- Système de santé en Europe 2019 : la Norvège se place 3e/10
- Niveau de sécurité 2019 : la Norvège se place 11e/20

### Classements santé
- Taux de fécondité 2022 : 1,41 enfant par femme[27]
- Taux de natalité 2016 : 10,4 pour 1 000 personnes[8]
- Mortalité infantile 2016 : 2,6 pour 1 000 naissances[8]
- Taux de mortalité 2016 : 8,1 pour 1 000 personnes[8]
- Espérance de vie 2022 : 82,63 ans (80,92 ans pour les hommes et 84,35 ans pour les femmes)[44]
- Taux de suicide 2016 : 12,2 pour 100 000 personnes[45]
- Taux de VIH/Sida 2001 : 0,10 % (soit 2 100 personnes, avec moins de 100 morts par an en 2003)[8]
- Taux inchangés 2019 : 1,50 %
- Taux d'homicide 2016 : 0,5 pour 100 000 habitants

### Autre
- Émissions de dioxyde de carbone par habitant 2015 : 8,27 tonnes de CO2/habitants[2]
- Consommation d'électricité 2005 : 113 900 000 000 kWh[8]
- Utilisateurs d'internet 2006 : 4,074 millions[8]
- Global Prosperity Index : 3e en richesse matérielle et 2e en satisfaction de vie : les Norvégiens évaluent leur satisfaction à 7,6/10 en moyenne[46]
- Égalité des sexes 2018 : 2e/153 pays : score de 0,842/1[2]
- Pays le plus heureux du monde 2017 : 1er score de 7,537/10[47]
- Indice de bonheur 2019 : 3e/156 pays score de 7,554/10
- Qualité de vie 2017 : 3e score de 90,27/100